# Longithorax alicei
Longithorax alicei är en kräftdjursart som beskrevs av Nouvel 1942. Longithorax alicei ingår i släktet Longithorax och familjen Mysidae. Inga underarter finns listade i Catalogue of Life.